# Celomati
I celomati sono gli animali provvisti di celoma, ossia una cavità del corpo piena di liquido delimitata dal mesoderma.

## Celoma
Il celoma differisce dallo pseudoceloma perché, durante lo sviluppo embrionale, esso si origina da una escavazione nel mesoderma, il foglietto embrionale che va ad occupare interamente la cavità blastocelica precedentemente formatasi. Il celoma è ripieno di un liquido (liquido celomatico) che può svolgere funzioni di sostegno idrostatico, trasporto (nel caso in cui manchi un sistema circolatorio chiuso) o raccolta dei gameti. La cavità celomatica è tappezzata dal peritoneo, un tessuto di origine mesodermica che circonda e sostiene i vari organi interni, in modo che non siano a contatto diretto col liquido celomatico [non chiaro]. Con l'evoluzione, il celoma può ridursi notevolmente: ad esempio, nell'uomo ne rimangono solo il cavo pericardico, il cavo pleurico e quello peritoneale.
Il celoma può formarsi in due maniere diverse: per schizocelia o per enterocelia.
- Negli schizocelomati, il celoma si forma per scissione interna del mesoderma. La schizocelia è caratteristica dei protostomi.
- Negli enterocelomati, il celoma si origina da due tasche dell'archenteron (il canale alimentare primitivo) che, in seguito, migrano nel mesoderma a costituire la cavità. L'enterocelia è caratteristica dei deuterostomi.

## Tassonomia
Le divisioni tassonomiche fra schizocelici e enterocelomati presentano punti oscuri, divisioni controverse e sono considerate obsolete.
I celomati costituiscono un gruppo rappresentato dai seguenti phyla animali:
 Acelomati 
- Phylum Platyhelminthes (Platelminti o Vermi piatti): 
  - Turbellaria (Turbellari)
  - Monogenea (Monogenei)
  - Trematoda (Trematodi)
  - Cestoda (Cestodi o Cestoidei)
- Phylum Gnathostomulida (Gnatostomulidi)
- Phylum Nemertea o Rhynchocoela (Nemertini o Nemertei o Rincoceli)

 Pseudocelomati o Aschelminti 
- Phylum Rotifera (Rotiferi)
- Phylum Gastrotricha (Gastrotrichi)
- Phylum Entoprocta o Kamptozoa (Endoprocti o Endoprotti o Camptozoi)
- Phylum Kinorhyncha (Chinorinchi)
- Phylum Priapulida (Priapulidi)
- Phylum Nematoda (Nematodi o Vermi cilindrici)
  - Secernentea o Phasmidia (Fasmidari)
  - Adenophorea o Aphasmidia (Afasmidari)
- Phylum Nematomorpha (Nematomorfi)
- Phylum Acanthocephala (Acantocefali)
- Phylum Loricifera (Loriciferi)
- Phylum Cycliophora (Cicliofori)

 Celomati schizocelici 
- Phylum Mollusca (Molluschi)
  - Poliplacophora (Poliplacofori)
  - Caudofoveata (Caudofoveati)
  - Solenogastres (Solenogastri)
  - Monoplacophora (Monoplacofori)
  - Gastropoda (Gasteropodi)
  - Bivalvia (Bivalvi)
  - Scaphopoda (Scafopodi)
  - Cephalopoda (Cefalopodi)
- Phylum Annelida (Anellidi o Vermi Metamerici) 
  - Palaeoannelida
  - Chaetopteriformia
  - Amphinomida
  - Lobatocerebrum
  - Sipuncula (Sipunculidi)
  - Errantia
  - Myzostomida (Mizostomi)
  - Orbiniida
  - Cirratuliformia
  - Siboglinidae
  - Sabellida
  - Spionida
  - Opheliida
  - Capitellida
  - Terebelliformia
  - Maldanomorpha
  - Clitellata (Clitellati) 
    - Haplotaxida
    - Lumbriculida
    - Moniligastrida
    - Hirudinea (Irudinei)
- Phylum Pogonophora (Pogonofori)
- Phylum Echiura (Echiuridi o Echiuridei)
- Phylum Arthropoda (Artropodi)
  - Subphylum Trilobitomorpha (Trilobiti) †
  - Subphylum Chelicerata (Chelicerati)
    - Merostomata (Merostomi)
    - Pycnogonida (Picnogonidi)
    - Arachnida (Aracnidi)

  - Subphylum Myriapoda (Miriapodi)
    - Diplopoda (Millepiedi)
    - Chilopoda (Centopiedi)
    - Symphyla (Sinfili)
    - Pauropoda (Pauropodi)

  - Subphylum Pancrustacea (Pancrostacei)
    - Branchiopoda (Branchiopodi)
    - Remipedia (Remipedi)
    - Cephalocarida (Cefalocaridi)
    - Maxillopoda (Maxillopodi)
    - Ostracoda (Ostracodi)
    - Malacostraca (Malacostraci)
    - Clade Hexapoda (Esapodi)
      - Collembola (Collemboli)
      - Protura (Proturi)
      - Diplura (Dipluri)
      - Insecta (Insetti)
- Phylum Pentastomida (Pentastomidi o Linguatulidi)
- Phylum Tardigrada (Tardigradi)
- Phylum Onychophora (Onicofori)

 Lofoforati 
- Phylum Bryozoa o Ectoprocta (Briozoi o Ectoprocti)
- Phylum Phoronida (Foronidei)
- Phylum Brachiopoda (Brachiopodi)

 Celomati enterocelici 
- Phylum Chaetognatha (Chetognati o Sagittoidei)
- Phylum Hemichordata (Emicordati)
- Phylum Echinodermata (Echinodermi)
- Phylum Chordata (Cordati)